# Uwe Hauenfels
Uwe Hauenfels (* 21. Februar 1967 in Waidhofen an der Ybbs; † 10. Mai 2016 in Wien) war ein  österreichischer Bildhauer und Mitglied des Wiener Künstlerhauses.

## Werdegang
Im Rahmen seiner Ausbildung besuchte er die Holzfachschule Hallstatt (Bildhauer-Klasse) und danach die HTBLA Meisterschule für Kunst und Gestaltung in Graz. An der Akademie der bildenden Künste Wien studierte er in der Meisterklasse von Franz Xaver Ölzant (Diplom 1991). Längere Arbeitsaufenthalte im Ausland führten ihn u. a. in die USA (Missoula, Seattle 1992–1993), nach Kanada (Sherbrooke, Québec, 1998), nach China (Peking, 2005) und nach Kroatien (Zagreb, 2009). 2001 begann seine Zusammenarbeit mit der Galerie Andrea Jünger.
Uwe Hauenfels war auf die Bearbeitung von Metall spezialisiert, aber auch Lichtinstallationen und Holzarbeiten sowie möbelähnliche Skulpturen sind Teil seines Werkes. Abstraktionen organischer Formen und modulare Körper kennzeichnen bereits in frühen Jahren sein Schaffen. In Auseinandersetzung mit der räumlichen Darstellung der Linie im Raum entwickelte er ab 2001 die Serie „Raumzeichnungen“, die er in unterschiedlichen Materialien umsetzte. Jene Objekte in Stahl, die er monochrom lackierte, tragen Namen wie „Wintermeerfarbene“ oder „Erbsengrüne“. 
Er war mit der Kuratorin und Autorin Theresia Hauenfels verheiratet und Vater der gemeinsamen Kinder Mira, Oscar und Boris.

## Wirken in Niederösterreich
Mit der Gründung des Vereins Kunstbank Ferrum im Jahr 1996 schuf Uwe Hauenfels in Partnerschaft mit Kulturmanager Gerhard Junker ein Forum für das Waidhofner Kulturleben, das Ausstellungen (raumimpuls) und Publikation organisiert.
Zudem betreute das Paar für die Kulturabteilung des Landes Niederösterreich die Stationen der Wanderausstellung „Bau(t)en für die Künste. Zeitgenössische Architektur in Niederösterreich“ mit Fotografien von Bruno Klomfar in folgenden europäischen Städten: Bratislava – design factory (2012), Paris – galerie d´architecture (2012), Košice – Kunsthalle (Europäische Kulturhauptstadt 2013), Berlin – Galerie AEDES (2014), Brüssel – Berlaymont (2014), St. Pölten – Landhaus (2015).

## Ausstellungen (Auswahl)
- 2017: Stadtgalerie Waidhofen/Ybbs, Einzelausstellung, postum
- 2016: Galerie Blaugelbe Zwettl, Einzelausstellung, postum
- 2015–2016: „Unexpected Forms“, NÖART,
- 2015: Galerie Jünger, Wien, Einzelausstellung
- 2015: „entreSculptures“, Künstlervereinigung MAERZ, Linz,
- 2013: MUFUKU, Weibern, Einzelausstellung,
- 2012: „Paperworks“, Galerie Schafschetzy, Graz
- 2011: „Verzweigte Verbindungen“, Galerie Prisma, Bozen
- 2010: „line source“, Kroatische Künstlervereinigung HDLU, Meštrović Pavillon, Zagreb,
- 2010: „raum_körper einsatz“, MUSA, Wien,
- 2008: „1532“, Neon-Rauminstallation mit Uraufführung einer Vertonung durch Rupert Huber, Bürgerspitalskirche, Waidhofen/Ybbs
- 2005: „Skin“, Art Museum of the Central Academy of Fine Arts, Peking

## Auszeichnungen
- 2006: Kulturpreis des Landes Niederösterreich (Anerkennung)

## Architekturfotografie (Auswahl)
- Architekturlandschaft Niederösterreich, herausgegeben von Kunstbank Ferrum – Kulturwerkstätte und ORTE Architekturnetzwerk Niederösterreich: Band 1 Mostviertel (2007), Band 2 Industrieviertel (2009)
- Niederösterreich Gestalten, Rubrik „Baujuwele in Niederösterreich“: 2012–2016